# ویلیام
ویلیام (به انگلیسی: William) نامی‌است ویژهٔ مردان. صورت دیگر این نام در دیگر زبان‌ها، ویلهلم در زبان‌های آلمانی، دانمارکی و فنلاندی، مجاری، نروژی، لهستانی، سوئدی و گیوم در فرانسوی است. املای این نام در زبان اسواکیایی به صورت Viliam است.
نام ویلیام در میان نرمن‌ها رواج داشته‌است. با گشودن انگلستان به دست ویلیام فاتح، این نام در بریتانیا هم رواج پیدا کرد.

## ریشهٔ واژه
ویلیام ریشه در واژهٔ ژرمنی Willahelm دارد. این واژه آمیزه‌ای از دو بخش wil به معنای آرزو و helm به معنای کلاهخود و پاسداری است.

## سرشناسان
- ویلیام یکم (انگلستان)
- ویلیام دوم (انگلستان)
- ویلیام سوم (انگلستان)
- ویلیام چهارم (پادشاهی متحده)
- شاهزاده ویلیام، دوک کمبریج
- ویلیام خاموش